# Internationella Engelska Skolan

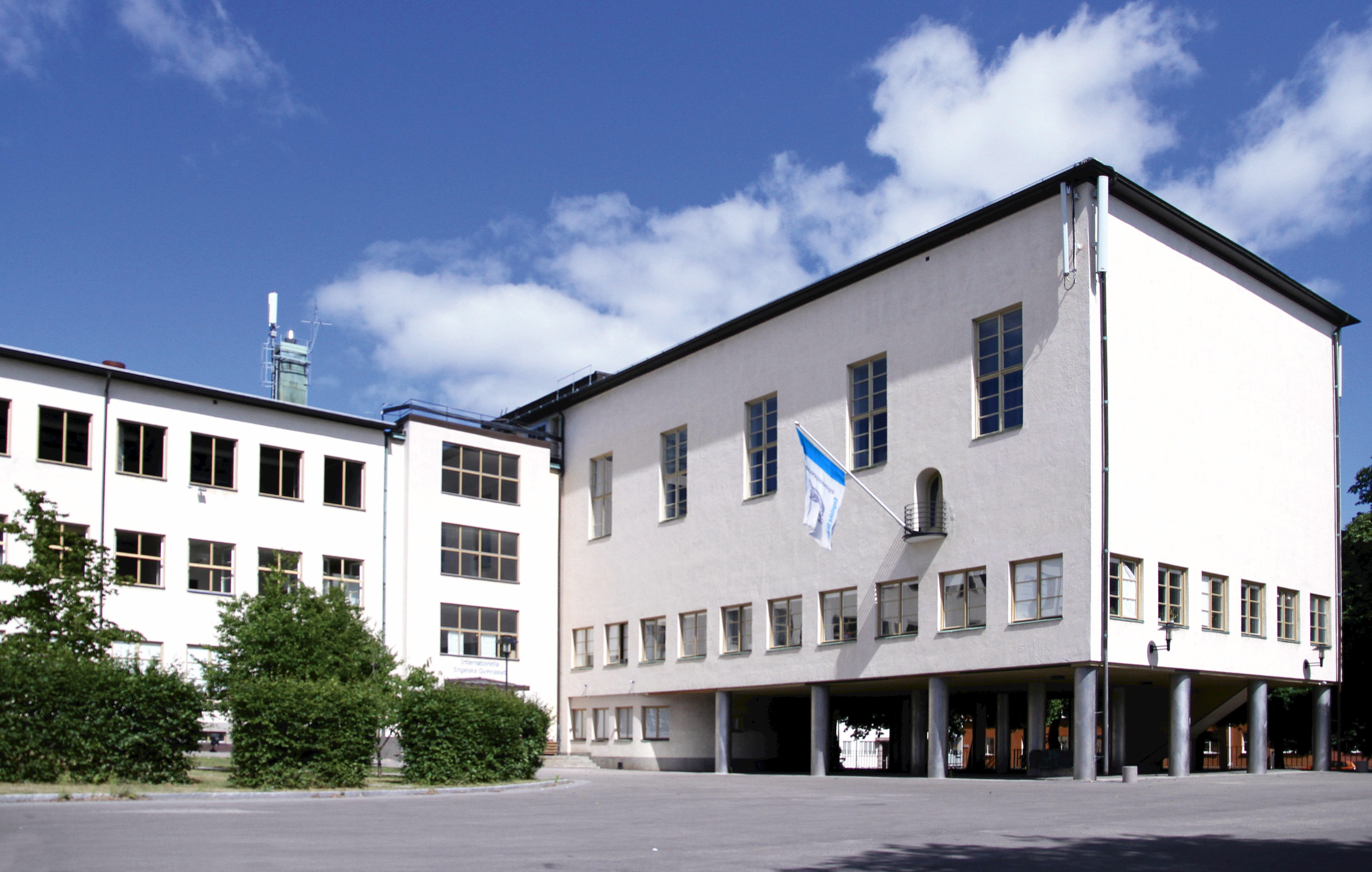
Internationella Engelska Gymnasiet Södermalm im ehemaligen Gebäude der Katarina realskola auf Södermalm, Stockholm, 2013.

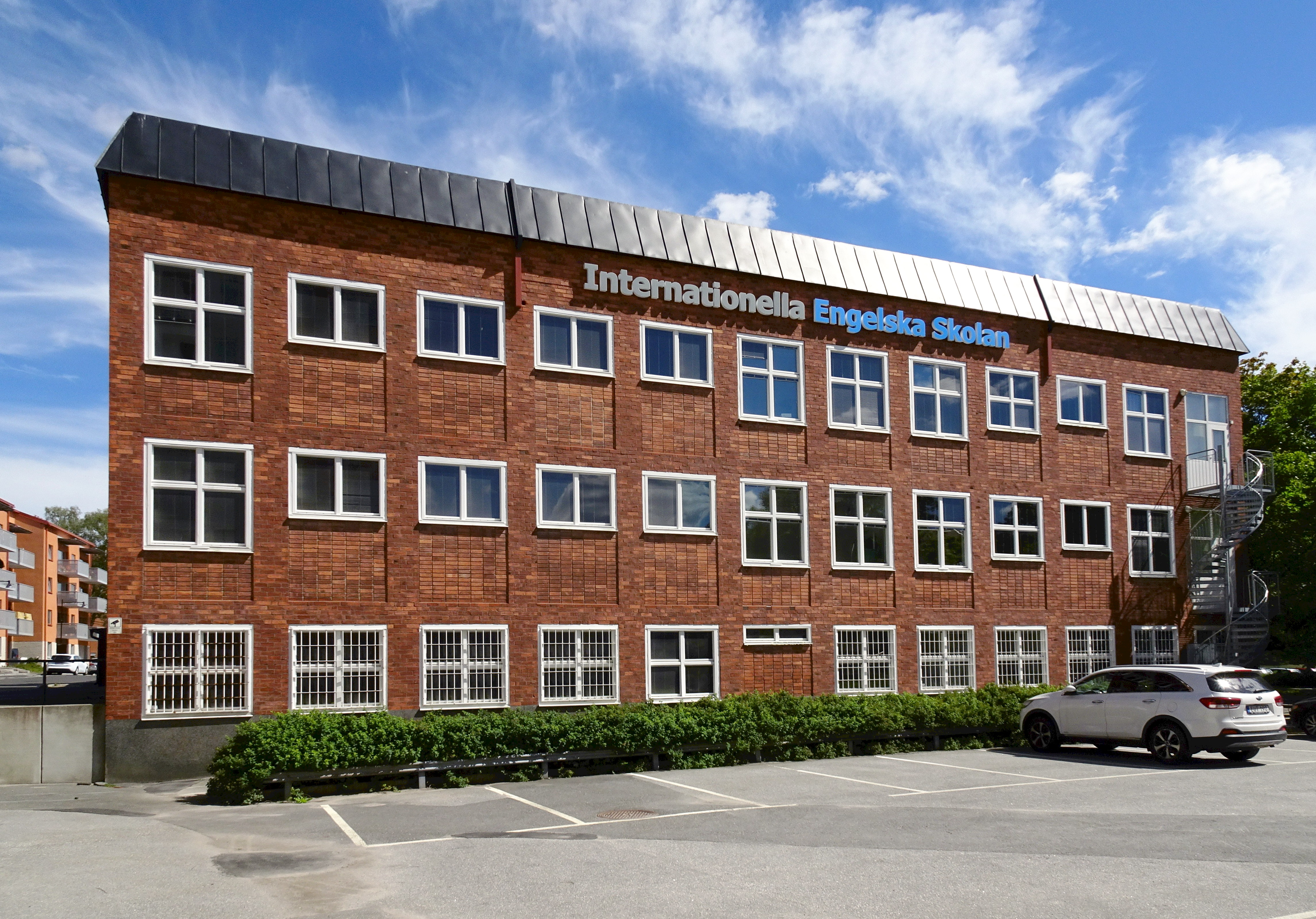
Internationella Engelska Skolan im ehemaligen Gebäude des Gubbängens gymnasium, Stockholm, 2016.

Internationella Engelska Skolan (IES) ist ein unabhängiger Schulträger in Schweden, der 1993 gegründet wurde und Schulen in Schweden und Spanien betreibt. Die Unternehmenszentrale ist an die Schule in Täby angegliedert.

## Unterrichtsbetrieb
Die Wurzeln von IES gehen auf eine im Jahr 1993 von der in den Vereinigten Staaten geborenen Naturkundelehrerin Barbara Bergström gegründete Schule in Enskede zurück. Bergström war 1968 nach Schweden gezogen, wo sie den schwedischen Journalisten Hans Bergström heiratete und in schwedischen Schulen unterrichtete, die – nach ihrer Ansicht – unzulängliche Führung und Lerndisziplin frustrierten sie jedoch. Bei IES wird etwa die Hälfte des Unterrichts auf Englisch erteilt, wobei viele Lehrer auch aus englischsprachigen Ländern kommen. Die Ausrichtung des Unterrichts ist institutionell geprägt, mit formeller Disziplin. Im englischsprachigen Unterricht müssen Schüler ihre Lehrer (wie in den englischsprachigen Ländern auch) mit Nachnamen anreden, etwa „Mr/Ms Franzén“. Jedem Schüler wird ein Lehrer als Mentor zugeordnet. Viermal im Jahr gibt es entweder ein Zeugnis oder ein Lernentwicklungsgespräch, das die Orientierung des Schülers erleichtern soll. Das Unternehmen geriet jedoch in Kritik, weil Schüler bereits in der 4. Jahrgangsstufe Zeugnisse erhielten.

## Unternehmen
IES ist der größte unabhängige Grundschulträger in Schweden. Zu Beginn des Geschäftsjahrs 2020/21 besuchten 28.000 Schüler die 39 Grundschulen in den Jahrgangsstufen 4 bis 9 und das Gymnasium (Internationella Engelska Gymnasiet in Stockholm-Södermalm). Grundschulen gibt es in Stockholm (Älvsjö, Bromma, Enskede, Gubbängen, Hässelby, Kista, Liljeholmen, Skärholmen), Borås, Eskilstuna, Falun, Gävle, Göteborg, Halmstad, Hässleholm, Huddinge, Järfälla, Jönköping, Karlstad, Linköping, Lund, Länna, Nacka, Örebro, Östersund, Skellefteå, Sundbyberg, Sundsvall, Tyresö, Täby, Umeå, Upplands Väsby, Uppsala und Västerås. Im Jahr 2019/2020 hatte das Unternehmen 2 700 Angestellte.
Das Unternehmen wird als Aktiengesellschaft mit Barbara Bergström als Inhaberin und Aufsichtsratsvorsitzende geführt. 2012 verkaufte sie den Mehrheitsanteil des Unternehmens an die US-amerikanische TA Associates, einen Aktienfonds mit Beziehungen zu Universitäten und Forschungseinrichtungen in den Vereinigten Staaten und einem Büro in London. Geschäftsführender Direktor des Unternehmens ist seit 2019 Anna Sorelius Nordenborg.
Im Herbstsemester 2009 hat das Internationella Engelska Gymnasiet Södermalm, dass bis dahin in Enskede untergebracht war, das alte Gebäude der Katarina realskola in Södermalm (das zwischenzeitlich durch die Teaterhögskolan i Stockholm genutzt wurde) übernommen.
2016 erwarb die IES AB für 5 Mio. € 50 % der Anteile am spanischen Schulträger Grupo Educativo Elians, der drei Schulen mit etwa 1.600 Schülern betreibt.

## Auszeichnungen
Drei Jahre hintereinander wurden verschiedene Schulen des Unternehmens beim Nutidsorienteringen als die beste Schule Schwedens ausgezeichnet. Außerdem wurden in den Jahren 2010 bis 2012 die Mehrheit der IES-Schulen beste Schulen ihrer Region.